# Adam O'Brien
Pas d'image ? Cliquez ici
Adam O'Brien  est un entraîneur de rugby à XIII australien. Il commence sa carrière d'entraîneur au côté de Brad Arthur dans l'équipe jeune de Melbourne avant de travailler aux côtés de Craig Bellamy en équipe première en National Rugby League, une expérience de onze années. En 2018, il devient entraîneur-adjoint de Trent Robinson aux Roosters de Sydney. Fort de ces expériences dans deux clubs ayant de nombreux succès, il est nommé en 2020 entraîneur de Newcastle pour apporter cette culture de la gagne avec un contrat de trois ans.

## Palmarès

### Détails en club
| Année | Année | Club              | Compétition | Saison régulière | Saison régulière | Saison régulière | Saison régulière | Saison régulière | Phase finale | Phase finale | Phase finale | Phase finale | Phase finale |
| Année | Année | Club              | Compétition | Class.           | MJ               | V.               | N.               | D.               | Perf.        | MJ           | V.           | N.           | D.           |
| 2020  | 2020  | Newcastle Knights | NRL         | 7e               | 20               | 11               | 1                | 8                | 1er tour     | 1            | 0            | 0            | 1            |
| 2021  | 2021  | Newcastle Knights | NRL         | 7e               | 24               | 12               | 0                | 12               | 1er tour     | 1            | 0            | 0            | 1            |
| 2022  | 2022  | Newcastle Knights | NRL         | 14e              | 12               | 6                | 0                | 18               | Non qualifié | -            | -            | -            | -            |
| 2023  | 2023  | Newcastle Knights | NRL         | 5e               | 12               | 14               | 1                | 9                | 2e tour      | 2            | 1            | 0            | 1            |
| 2024  | 2024  | Newcastle Knights | NRL         | 8e               | 12               | 12               | 0                | 12               | 1er tour     | 1            | 0            | 0            | 1            |
| 2025  | 2025  | Newcastle Knights | NRL         | -                | -                | -                | -                |                  | -            | -            | -            | -            | -            |